# Korupční skandál v českém fotbale 2020
Korupční skandál v českém fotbale, byl odhalen v říjnu 2020, když při policejním zásahu v sídle Fotbalové asociace České republiky bylo zatčeno celkem 20 lidí, včetně místopředsedy asociace Romana Berbra. Akce, policií označována jako Akce Šváb, byla dlouhodobě plánována, policie dva roky sledovala funkcionáře, odposlouchávala jim telefony, nasazovala štěnice do aut a na místa, kde se scházeli a do bydliště.

## Zásah
Ráno v pátek 16. října 2020 zasahovala Národní centrála proti organizovanému zločinu (NCOZ) v sídle FAČR na pražském Strahově a v prostorách Plzeňského krajského fotbalového svazu. Celkem bylo zadrženo 20 osob, trestní řízení bylo vedeno v souvislosti s činností organizované zločinecké skupiny zabývající se korupcí při ovlivňování výsledků fotbalových zápasů. Speciálně musel být veden zásah proti rozhodčímu Robertu Hájkovi, který je aktivním policistou a hrozilo tak prozrazení celé akce.

### Zadržení
- Roman Berbr, místopředseda FAČR[5]
- Roman Rogoz, sportovní ředitel FC Slavoj Vyšehrad
- Michal Káník, bývalý fotbalista a funkcionář
- Jiří Kabyl, bývalý fotbalista a delegát
- Jana Štychová, rozhodčí
- Miloš Vitner, rozhodčí, sekretář Krajského fotbalového svazu v Ústí nad Labem
- Robert Hájek, rozhodčí, policista, zastupitel obce Rajhradic [4]
- Petr Klupák, rozhodčí [6]
- Jiří Houdek, rozhodčí
- Tomáš Grímm, rozhodčí
- Marek Janoch, rozhodčí
- Martin Svoboda, bývalý funkcionář
- Michal Myška, rozhodčí
- Zdeněk Koval, rozhodčí
- Jiří Kříž, rozhodčí
- Pavel Vlasjuk, rozhodčí
- Jan Cihlář, rozhodčí
- Jiří Musil, rozhodčí
- Martin Uvíra, fotbalista
- Martin Pýcha, manažer

Ještě v tentýž den byli zadržení vyslechnuti, státní zástupkyně navrhla vazbu pro 4 z 20 obviněných, zbylí zadržení byli propuštěni. Ve vazební věznici skončil i Roman Berbr, u kterého hrozilo riziko ovlivňování svědků.
Další dva lidi policie obvinila 22. dubna 2021. Zároveň rozšířila trestní stíhání u několika dříve obviněných. Celkem je v případu stíháno 22 osob. Podle informace, kterou přinesla Česká televize, byla v případu nově obviněna jedna právnická osoba – fotbalový klub Slavoj Vyšehrad.

## Důvody zásahu
Důvodem zásahu bylo podezření na ovlivňování zápasů, podplácení rozhodčích a hráčů zejména ve druhé nejvyšší soutěži a v ČFL, tedy 3. lize. Kauza se převážně točí kolem klubu FC Slavoj Vyšehrad, jehož sportovní ředitel Roman Rogoz figuruje na seznamu zadržených. Jedním z ovlivněných utkání má být třetiligový zápas Živanic s Vyšehradem z června 2019 (výhra Vyšehradu 1:2), za který měl rozhodčí Robert Hájek obdržet úplatek ve výši 100 tisíc korun.
Dalším obviněním je údajná zpronevěra, kde je Berbr obviněn ze zpronevěření téměř milionu korun za semináře mládežnických trenérů. Dále měla mít skupina okolo Berbra i nezákonné příjmy, kde se detektivové domnívají, že Berbr a další tunelovali Plzeňský krajský fotbalový svaz.
Berbr měl také ovlivnit obě barážové odvety Fortuna:Ligy 2018/19, ve kterých byly rozhodčími poškozeny týmy Zbrojovka Brno a Vysočina Jihlava, které tehdy přišly o možnost postupu do nejvyšší soutěže. V prosinci 2020 vyšla informace, že se Berbr na popud příbramského fotbalového bosse Jaroslava Starky spojil s rozhodčím Petrem Ardeleánem, který řídil utkání Příbram – Brno.

## Reakce vedení FAČR
Dne 20. října 2020 se konala mimořádná schůze Výkonného výboru (VV) asociace. Předseda Martin Malík uvedl několik požadavků:
1. Roman Berbr rezignoval na pozice místopředsedy FAČR, člena VV FAČR i na pozici předsedy plzeňského krajského fotbalového svazu.
2. Byla odvolána Komise rozhodčích FAČR (s výjimkou Tomáše Bárty za Ligovou fotbalovou asociaci). Bude sestavena nová, prozatímní komise, která bude zajišťovat chod soutěží.
3. Byla odvolána Komise rozhodčích Řídící komise pro Čechy.
4. První úkol nových komisí bude předložení nových listin rozhodčích a delegátů.
5. Mimořádná kontrola financování Krajských svazů, zejména plzeňského.
6. Plošný dohled nad utkáními z pohledu jejich ovlivňování. Návrh na sestavení specializovaného policejního útvaru, který by se touto problematikou zabýval.
7. Pokračování a rozvoj projektu náboru nových rozhodčích.

Sám Malík zvažoval svoji rezignaci, v danou chvíli ale podle něj nebyl prostor na politikaření a řešení „kdo si sedne na jakou židli“. S tímto vyjádřením ale nesouhlasil Pavel Šedlbauer, předseda představenstva prvoligových Teplic, který vyzval celé vedení VV k rezignaci.

## Další události
Dne 21. října 2020 rezignovala na všechny funkce i Dagmar Damková, partnerka Romana Berbra, bývalá prvoligová rozhodčí a členka VV FAČR, o dva dny později skončila i v komisi rozhodčích UEFA. V prosinci 2020 vyšla informace, že se Roman Berbr před finálem českého poháru mezi Spartou a Libercem spojil s rozhodčím Pavlem Královcem krátce poté, co se sešel se sparťanským sportovním manažerem Josefem Krulou. Finále poháru pak vyhrála Sparta i díky kontroverzím ohledně nevyloučení sparťanského záložníka Martina Frýdka a sporné penaltě, která rozhodla o vítězství Sparty 1:2. Pro nedůvěryhodnost byl Pavel Královec do konce kalendářního roku 2020 postaven mimo službu.
Dne 13. ledna 2021 byl Roman Berbr propuštěn z vazby a bude vyšetřován na svobodě. Nový šéf komise rozhodčích, Portugalec Vítor Melo Pereira, se rozhodl v nominacích rozhodčích vynechat ty rozhodčí, kteří se nevysvětleně objevili v Berbrových odposleších, konkrétně se jednalo o Pavla Královce, Petra Ardeleána a Pavla Rejžka.

### Rozhodnutí Etické komise FAČR
20. prosince 2021
V návaznosti na skandál byl klub FC Slavoj Vyšehrad pro sezonu 2022/23 přeřazen z ČFL do Pražského přeboru. Rozhodčí Jiří Musil, Zdeněk Koval a Miloš Vitner dostali osmiletý zákaz působení ve fotbale. Jeden z delegátů dostal trest ve výši 18 měsíců za neoznámení úplatkářství a narušení regulérnosti soutěže.
28. prosince 2021
Na zasedání 28. prosince 2021 se rozhodlo následující: zákazy činnosti na 6 let pro činovníka Slavoje Vyšehrad za přijetí úplatku; a 18 měsíců pro vedoucího družstva Slavoje za úmyslné nezajištění povinného online přenosu z utkání. Dále bylo zahájeno disciplinární řízení s celkem pěti ligovými rozhodčími (Emanuelem Markem, Jiřím Houdkem, Jakubem Hrabovským, Zdeněkem Vaňkátem a Petrem Hockem) pro podezření ze spáchání disciplinárního přečinu pokusu o ovlivnění utkání. Řízení se též mělo týkat sudího Ginzela, který ale krátce po obvinění vystoupil z asociace a Etická komise tak nad jeho případem ztratila pravomoc.
10. ledna 2022
Na zasedání 10. ledna 2022 se rozhodlo následující: Tomáš Freisler dostal zákaz 6 let působit ve všech aktivitách spojených s FAČR. Bylo zahájeno řízení s rozhodčím Markem Pilným z podezření pro ovlivnění utkání a hráčem Denisem Laňkou, který měl ještě v dresu Slavoje Vyšehrad přijmout úplatek za ovlivnění utkání. Laňkův klub FK Teplice do doby, než padne rozsudek, vyřadilo hráče z kádru. Bylo rozšířeno řízení se sekretářem Řídící komise pro Čechy Janem Hořejším, který se měl spolu s funkcionářem Romanem Rogozem setkat s rozhodčími Martinem Hányšem, Lukášem Nehasilem a Janem Aubrechtem a dát jim pokyny pro ovlivnění utkání.

## Soudní řízení
Okresní soud v Plzni zahájil hlavní líčení 17. dubna 2023 a 19. června 2024 uložil následující tresty odnětí svobody:

### Obvinění
- Roman Berbr, bývalý místopředseda FAČR
- Roman Rogoz, bývalý sportovní ředitel FC Slavoj Vyšehrad
- Michal Káník, bývalý fotbalista a funkcionář
- Jiří Kabyl, bývalý fotbalista a bývalý delegát
- FC Slavoj Vyšehrad, fotbalový klub
- Miloš Vitner, bývalý rozhodčí, sekretář Krajského fotbalového svazu v Ústí nad Labem
- Robert Hájek, bývalý rozhodčí, policista, zastupitel obce Rajhradic [4]
- Jana Štychová, bývalá rozhodčí
- Jiří Houdek, bývalý rozhodčí
- Tomáš Grímm, bývalý rozhodčí
- Marek Janoch, bývalý rozhodčí
- Martin Svoboda, bývalý funkcionář
- Michal Myška, bývalý rozhodčí
- Zdeněk Koval, bývalý rozhodčí
- Jiří Kříž, bývalý rozhodčí
- Pavel Vlasjuk, bývalý rozhodčí
- Jan Cihlář, bývalý rozhodčí
- Jiří Musil, bývalý rozhodčí
- Miroslav Skála, bývalý rozhodčí
- Martin Uvíra, bývalý fotbalista
- Martin Pýcha, manažer
- Petr Tarkovský, prostředník

### Tresty
- Roman Berbr, tříletý podmíněný trest odnětí svobody s odkladem na pět let a peněžitý trest 2 000 000 korun. (odsouzen nepravomocně)
- Roman Rogoz, čtyři roky nepodmíněně a peněžitý trest 400 000 korun. (odsouzen nepravomocně)
- Michal Káník, dvaapůletý podmíněný trest odnětí svobody s odkladem na pět let a peněžitý trest 130 000 korun. (odsouzen nepravomocně)
- Jiří Kabyl, peněžitý trest 98 000 korun a zákaz činnosti rozhodčího, asistenta rozhodčího nebo delegáta na tři roky (odsouzen nepravomocně)
- FC Slavoj Vyšehrad, peněžitý trest 500 000 korun (odsouzení nepravomocné)
- Miloš Vitner, peněžitý trest 100 000 Kč a zákaz činnosti rozhodčího, asistenta rozhodčího nebo delegáta na tři roky (odsouzen nepravomocně)
- Robert Hájek,  peněžitý trest 160 000 korun a zákaz činnosti rozhodčího, asistenta rozhodčího nebo delegáta na tři roky (odsouzen nepravomocně)
- Jana Štychová, peněžitý trest 60 000 korun a zákaz činnosti rozhodčí, asistentky rozhodčího nebo delegátky na tři roky (odsouzena nepravomocně)
- Jiří Houdek, peněžitý trest 192 000 Kč a zákaz činnosti rozhodčího, asistenta rozhodčího nebo delegáta na tři roky  (odsouzen nepravomocně)
- Tomáš Grímm, šestiměsíční podmíněný trest odnětí svobody na zkušební dobu 14 měsíců, peněžitý trest 198 000 korun a zákaz výkonu funkce rozhodčího, asistenta rozhodčího či delegáta v utkáních FAČR na pět let (odsouzen pravomocně)
- Marek Janoch, jednaapůletý podmíněný trest odnětí svobody na zkušební dobu dvou let, peněžitý trest 350 000 korun a zákaz výkonu funkce rozhodčího, asistenta rozhodčího či delegáta v utkáních FAČR na čtyři roky (odsouzen pravomocně)
- Martin Svoboda, peněžitý trest 70 000 korun a zákaz činnosti rozhodčího, asistenta rozhodčího nebo delegáta na tři roky  (odsouzen nepravomocně)
- Michal Myška, peněžitý trest 140 000 korun a zákaz činnosti rozhodčího, asistenta rozhodčího nebo delegáta na tři roky (odsouzen nepravomocně)
- Zdeněk Koval, peněžitý trest 100 000 korun a zákaz činnosti rozhodčího, asistenta rozhodčího nebo delegáta na tři roky (odsouzen nepravomocně)
- Jiří Kříž,  peněžitý trest 80 000 korun a zákaz činnosti rozhodčího, asistenta rozhodčího nebo delegáta na tři roky (odsouzen nepravomocně)
- Pavel Vlasjuk, peněžitý trest 100 000 korun a zákaz činnosti rozhodčího, asistenta rozhodčího nebo delegáta na tři roky (odsouzen nepravomocně)
- Jan Cihlář, peněžitý trest 150 000 korun a zákaz činnosti rozhodčího, asistenta rozhodčího nebo delegáta na tři roky (odsouzen nepravomocně)
- Jiří Musil, peněžitý trest 100 000 koroun a zákaz činnosti rozhodčího, asistenta rozhodčího nebo delegáta na tři roky (odsouzen nepravomocně)
- Miroslav Skála, osmiměsíční podmíněný trest odnětí svobody na zkušební dobu dvou let, peněžitý trest 48 000 Kč a zákaz výkonu funkce rozhodčího, asistenta rozhodčího či delegáta v utkáních FAČR na čtyři roky (odsouzen pravomocně)
- Martin Uvíra, peněžitý trest 280 000 Kč a zákaz činnosti rozhodčího, asistenta rozhodčího nebo delegáta na tři roky (odsouzen nepravomocně)
- Martin Pýcha, osmiměsíční podmíněný trest odnětí svobody na zkušební dobu dvou let a peněžitý trest 200 000 korun (odsouzen nepravomocně)
- Petr Tarkovský, osmiměsíční podmíněný trest odnětí svobody na zkušební dobu jedna a půl roku a peněžitý trest 55 000 korun (odsouzen pravomocně)